# Pycnogaster
Pycnogaster is een geslacht van rechtvleugeligen uit de familie van de sabelsprinkhanen (Tettigoniidae). De wetenschappelijke naam van dit geslacht is voor het eerst voorgesteld door Mariano de la Paz Graells in een publicatie uit 1851.
De soorten in dit geslacht komen op het Iberisch schiereiland voor en in Noordwest-Afrika.

## Soorten
Het geslacht Pycnogaster omvat de volgende soorten:

### OndergeslachtBradygaster
- Pycnogaster algecirensis Bolívar, 1926
- Pycnogaster finotii Bolívar, 1881
- Pycnogaster gaditana Bolívar, 1900
- Pycnogaster inermis (Rambur, 1838)
- Pycnogaster ribesiglesiasii Olmo-Vidal, 2021
- Pycnogaster sanchezgomezi Bolívar, 1897

### OndergeslachtPycnogaster
- Pycnogaster cucullatus (Charpentier, 1825)
- Pycnogaster graellsii Bolívar, 1873
- Pycnogaster jugicola Graells, 1851
- Pycnogaster valentini Pinedo & Llorente del Moral, 1987